# Альканісес
Альканісес (ісп. Alcañices) — муніципалітет в Іспанії, у складі автономної спільноти Кастилія-і-Леон, у провінції Самора. Населення — 1159 осіб (2010).

## Назва
- Альканісес, або Альканьїсес (ісп. Alcañices) — іспанська назва.
- Алкані́зеш (порт. Alcanizes, МФА: [aɫ.kɐ.ˈni.zɨʃ][1]) — португальська назва.

## Географія
Муніципалітет розташований на португальсько-іспанському кордоні.
Муніципалітет розташований на відстані близько 260 км на північний захід від Мадрида, 55 км на північний захід від Самори.
На території муніципалітету розташовані такі населені пункти: (дані про населення за 2010 рік)
- Альканісес: 982 особи
- Алькорсільйо: 91 особа
- Санта-Ана: 27 осіб
- Вівінера: 59 осіб

## Історія
1297 року Португалія і  Кастилія уклали в Альканісесі договір про делімітацію кордону.

## Демографія
Динаміка населення (INE ):

## Галерея зображень

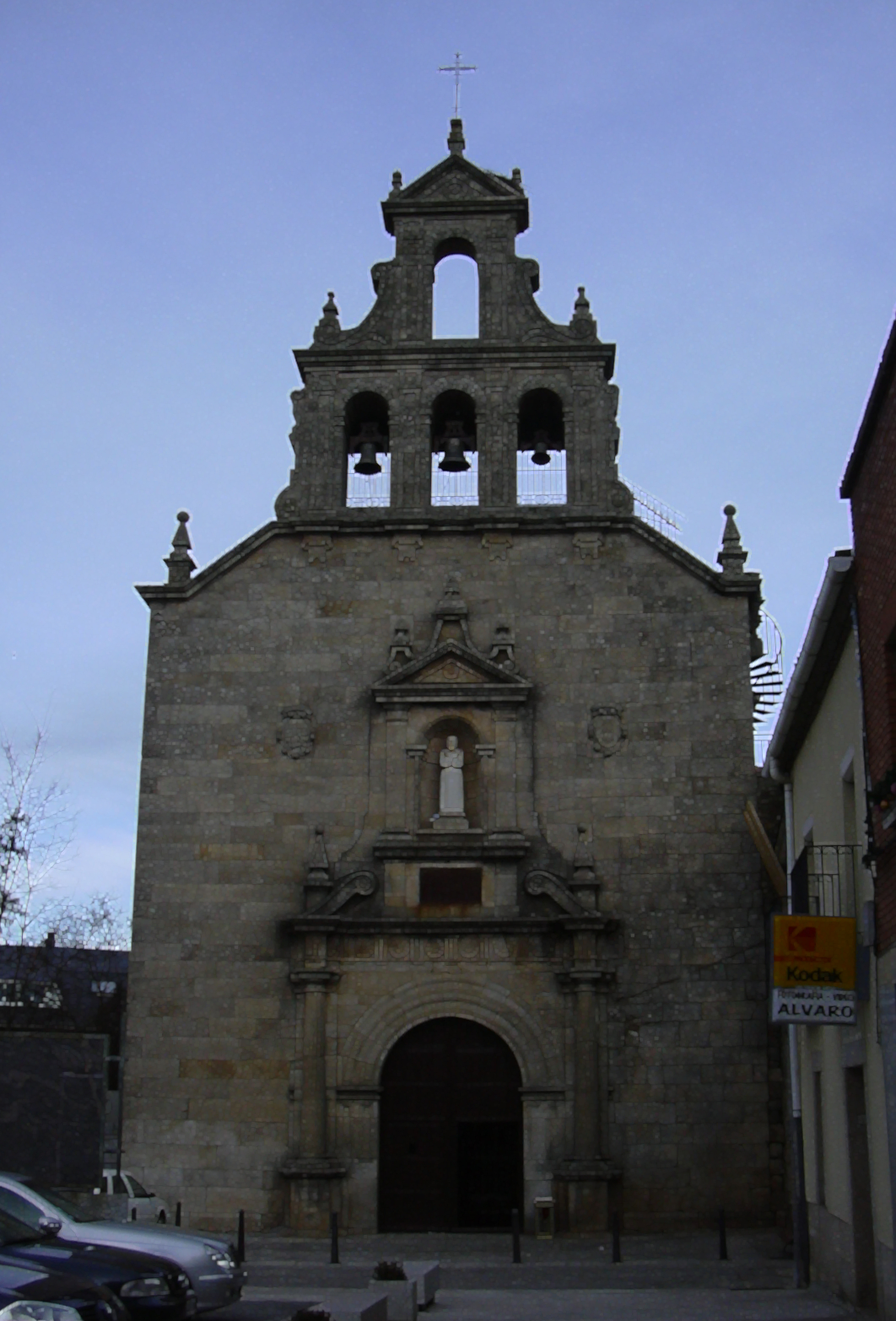
Церква у Альканісесі